# Police judiciaire en droit français
Pour les autres articles nationaux ou selon les autres juridictions, voir Police judiciaire.
Pour les articles homonymes, voir PJ.
En France, la police judiciaire (PJ) est définie par l'article 14 du code de procédure pénale : « Elle est chargée, suivant les distinctions établies au présent titre, de constater les infractions à la loi pénale, d'en rassembler les preuves et d'en rechercher les auteurs ». Elle se distingue ainsi de la police administrative, et ce depuis le Code des délits et des peines de 1795.

## Principe de fonctionnement
Code de procédure pénale, article 12 : « La police judiciaire est exercée, sous la direction du procureur de la République, par les officiers, fonctionnaires et agents désignés au présent titre ».

### Opérations
La police judiciaire peut intervenir sur le fondement d'une information judiciaire ou d'une enquête de police. L'enquête de police peut être une enquête de flagrance, prévue pour les délits dont la commission est en cours ou vient de s'achever ou une enquête préliminaire, cas le plus fréquent. Il existe également des régimes propres aux enquêtes ouvertes pour recherche des causes de la mort ou des blessures et pour les enquêtes de disparition inquiétante,,.

## Personnel et compétence
La police judiciaire est exercée par la gendarmerie nationale, la police nationale, la douane, les maires et leurs adjoints, la police municipale, mais aussi par certains corps de fonctionnaires qui disposent d'une compétence spéciale. Par exemple : les inspecteurs du travail, les inspecteurs de l'environnement, les inspecteurs de la concurrence, consommation et répression des fraudes, les agents de l'administration fiscale (DNEF), les gardes champêtres, les gardes particuliers assermentés.
Sauf pour les agents ayant le statut de GAV Agent de police judiciaire adjoint,, les agents de la société nationale des chemins de fer français (SNCF) et de la régie autonome des transports parisiens (RATP) n'ont pas la qualification d'agent de police judiciaire.
La liste des agents et de leurs prérogatives est édictée dans chaque article du code de procédure pénale relatif à la qualité concernée. Le personnel est divisé entre les officiers de police judiciaire (OPJ), les agents de police judiciaire (APJ), les agents de police judiciaire adjoints (APJA) et les officiers de douane judiciaire (ODJ).
Jusqu'en 1993, le préfet a eu des pouvoirs de police judiciaire. Ces pouvoirs ont été supprimés par la loi du 4 janvier 1993.
Les officiers de police judiciaire et de douane judiciaire, pour exercer les attributions attachés à leurs qualités, doivent être affectés à un emploi ayant des missions de police judiciaire ; et doivent avoir reçu une habilitation du procureur général du ressort dans lequel ils exercent.
Les officiers de police judiciaire disposent d'une compétence générale de police judiciaire et ont — à la différence des APJ et APJA — l'exclusivité des mesures les plus importantes telles que le placement en garde à vue ou les réquisitions à la personne. Les officiers de douane judiciaire disposent d'une compétence d'attribution et mettent en œuvre les mêmes pouvoirs que les officiers de police judiciaire (OPJ).
La compétence des officiers et des agents de police judiciaire s'inscrit dans un territoire. Ils peuvent néanmoins disposer de dérogations dans certains cas (exemple : service ayant compétence sur plusieurs tribunaux de grande instance (TGI) et relevant donc de l'autorité de plusieurs procureurs comme la police régionale des transports en région parisienne ou les groupes d'intervention régionaux qui regroupent plusieurs administrations souvent sur plusieurs départements). Les officiers de douane judiciaire ont compétence sur l'ensemble du territoire national.